# Gordon McCauley
Gordon Alexander McCauley (Balclutha, 9 marzo 1972) è un ex ciclista su strada neozelandese, attivo tra gli Elite dal 1996 al 2013.

## Carriera
In carriera ha ottenuto, tra criterium e corse, più di 100 vittorie, la maggior parte delle quali in Oceania.

## Palmarès
- 1996

Classifica generale Tour of Southland
- 1997

Campionati neozelandesi, Prova in linea
- 1998 (Harrods, due vittorie)

3ª tappa Surrey League 5 Day
Classifica generale Surrey League 5 Day
- 1999 (Harrods, quattro vittorie)

1ª tappa East Grinstead
Classifica generale East Grinstead
1ª tappa Europa Two Day
Classifica generale Girvan Three Day
- 2000 (Palmans, una vittoria)

Grand Prix de la ville de Pérenchies
- 2001 (Landbouwkrediet, quattro vittorie)

Campionati neozelandesi, Prova in linea
3ª tappa Tour of Southland (Invercargill > Tuatapere)
4ª tappa Tour of Southland (Tuatapere > Winton)
Archer Grand Prix
- 2002 (RDM-Flanders, otto vittorie)

Campionati neozelandesi, Prova in linea Dilettanti
Archer Grand Prix
Belsele-Puivelde
Strombeek-Bever
Zwevegem
Campionati neozelandesi, Prova in linea
Campionati neozelandesi, Prova a cronometro
8ª tappa Tour of Southland (Winton > Te Anau)
- 2003 (Schroeder Iron/Giant Asia Racing Team, sei vittorie)

Dwars door het Hageland
8ª tappa International Cycling Classic (Milwaukee)
11ª tappa International Cycling Classic (Hartford)
Campionati neozelandesi, Prova a cronometro
1ª tappa Tour of Southland (Invercargill)
4ª tappa Tour of Southland (Tuatapere > Winton)
- 2004 (Team Monex, tre vittorie)

1ª tappa Tour de Temecula (De Portola)
4ª tappa Tour of Southland (Tuatapere > Winton)
9ª tappa Tour of Southland (Te Anau > Lumsden)
- 2005 (Team Monex, otto vittorie)

1ª tappa Tour of Taranaki
2ª tappa Tour of Taranaki
3ª tappa Tour of Taranaki
5ª tappa Tour of Taranaki
Classifica generale Tour of Taranaki
Classifica generale Tour of Gippsland
Campionati neozelandesi, Prova in linea
Classifica generale Tour of Southland
- 2006 (Successfulliving.com presented by ParkPre, una vittoria)

4ª tappa Tour of Southland (Balfour > Crown Range)
- 2007 (Plowman Craven, quattro vittorie)

1ª tappa Tour de Vineyards (Hope)
2ª tappa Tour de Vineyards (Richmond > Nelson Lakes)
2ª tappa Tour of Wellington (Featherstone > Masterton)
7ª tappa Tour of Wellington (Petone)
- 2008 (Benchmark Homes, cinque vittorie)

1ª tappa Tour of Wellington (Hutt City)
2ª tappa Benchmark Homes Tour (Cycling Timaru 120)
4ª tappa Benchmark Homes Tour (Hanmer Springs > Kaikoura)
7ª tappa Benchmark Homes Tour
3ª tappa Tour of Southland (Invercargill > Gore)
- 2009 (Subway-Avanti, sei vittorie)

Campionati neozelandesi, Prova in linea
1ª tappa Benchmark Homes Tour
5ª tappa Benchmark Homes Tour (Hanmer Springs)
Counties Manukau Cycling Time Trial
Auckland 1000
1ª tappa Tour of Southland (Tuatapere > Winton)
- 2010 (Subway-Avanti, otto vittorie)

Campionati neozelandesi, Prova a cronometro
Clubchampionship, Prova in linea
Mauku Mountain Classic
2ª tappa Tour of Taranaki
4ª tappa Tour of Taranaki
Auckland 1000
13ª tappa Tour of the Murray River (Cardcross)
Classifica generale Tour of Tasmania

### Altri successi
- 1999 (Harrods)

Criterium di Cutmill
Criterium di Edenbridge
Criterium di Hedgerley
Criterium di Naseby
Criterium di Ottersham
Criterium di Port Erin
Criterium di Stokenbridge
- 2000 (Palmans)

GP de la Ville de Pérenchies
- 2001 (Landbouwkrediet)

Criterium di Ottersham
Orton Cum Stadley
- 2002 (RDM Flanders)

Criterium di Abberton
Jock Wadley Memorial RR
- 2003 (Schroeder Iron/Giant Asia Racing Team)

Criterium di Dominguez Hills
Criterium di Santa Barbara
California Bicycle Racing Series
Criterium di New Plymouth
Te Awamutu Open Road Race
North Harbour Cycling Club Criterium
- 2004 (Team Monex)

Rodney Rabbit Ride
Boulevard Road Race
Criterium di Nike Vision
Captech Classic Richmond
- 2006 (Successfulliving.com Presented by Parkpre)

Classifica finale UCI Oceania Tour
- 2007 (Plowman Craven)

Cronosquadre Tour of Wellington (Lower Hutt > Avalon)
Criterium di Blackpool
Tour of Pendle
Criterium di Warwick
Campionati neozelandesi, Criterium
- 2008 (Benchmark Homes)

REV Classic
- 2009 (Subway-Avanti)

Cronosquadre Benchmark Homes Tour (Sefton)
REV Classic
Wanganui GP
Taupo-Napier Classic
Round the Mountain Classic
- 2010 (Subway-Avanti)

Cycles 1000

## Piazzamenti

### Competizioni mondiali
- Campionati del mondo

Plouay 2000 - In linea Elite: ritirato
Stoccarda 2007 - Cronometro Elite: 49º
Melbourne 2010 - Cronometro Elite: 37º